# Società Ginnastica Andrea Doria - Sezione Calcio 1911-1912
Questa voce raccoglie le informazioni riguardanti la Società Ginnastica Andrea Doria - Sezione Calcio nelle competizioni ufficiali della stagione 1911-1912.

## Rosa
| N. |                      | Ruolo | Calciatore       |
| -- | -------------------- | ----- | ---------------- |
|    | Italia (bandiera)    | P     | Lanata           |
|    | Italia (bandiera)    | D     | Hector Schnitzer |
|    | Italia (bandiera)    | C     | Italo Brughera   |
|    | Italia (bandiera)    | C     | Carlo Galletti   |
|    | Italia (bandiera)    | C     | Riccardo Olivari |
|    | Argentina (bandiera) | C     | Francisco Priano |
|    | Italia (bandiera)    | C     | Enrico Sardi     |
|    | Italia (bandiera)    | A     | Vittorio Ansaldo |

| N. |                   | Ruolo | Calciatore            |
| -- | ----------------- | ----- | --------------------- |
|    | Italia (bandiera) | A     | Ottavio Baglietto     |
|    | Italia (bandiera) | A     | Brunello              |
|    | Italia (bandiera) | A     | Cesare De Marchi      |
|    | Italia (bandiera) | A     | Ettore Griffini       |
|    | Italia (bandiera) | A     | Domenico Macaggi      |
|    | Italia (bandiera) | A     | A. Repetto            |
|    | Italia (bandiera) | A     | Aristodemo Santamaria |

## Risultati

### Prima Categoria

#### Girone di andata
| Arbitro: | Meazza (Milano) |

|  |           |                         |
|  | Marcatori | 16’ Berardo 28’ Ferraro |

| Arbitro: | Radice (Milano) |

|           |           |                    |
| Tenca 87’ | Marcatori | 8’, 75’ Santamaria |

| Arbitro: | Varetto (Torino) |

|  |           |                                                    |
|  | Marcatori | 16’, ?’ (p.t.), ?’ (s.t.) Meille ?’ (s.t.) Reynert |

| Arbitro: | Meazza (Milano) |

|                                |           |  |
| A. Gama 36’, 38’, 74’ Aebi 52’ | Marcatori |  |

| Arbitro: | Visconti (Vercelli) |

|                                                    |           |                            |
| Hurni 19’ Giordano 47’ Galletti ?’ Sardi ?’ (rig.) | Marcatori | 20’ Scrivano 65’ Barbesino |

| Arbitro: | Meazza (Milano) |

|                       |           |  |
| Arioni 30’ Muller 45’ | Marcatori |  |

| Arbitro: | Goodley (Torino) |

|           |           |                   |
| Hurni 12’ | Marcatori | 50’, 85’ Maranghi |

| Arbitro: | Borda (Torino) |

|                                                                      |           |  |
| Santamaria ?’, ?’, ?’ Coggins ?’, ?’ Macaggi ?’ Giordano ?’ Sardi ?’ | Marcatori |  |

| Arbitro: | Meazza (Milano) |

|                                     |           |  |
| Van Hege 40’, 55’ Cevenini I ?’, ?’ | Marcatori |  |

#### Girone di ritorno
| Arbitro: | Meazza (Milano) |

|                                  |           |  |
| Rampini I 30’, 51’ Ferraro I 36’ | Marcatori |  |

| Arbitro: | Malvano (Torino) |

|                              |           |                        |
| Hurni 42’, 51’, ?’ Sardi 75’ | Marcatori | 80’ Boiocchi 85’ Pizzi |

| Arbitro: | Varetto (Torino) |

|                |           |  |
| Santamaria 77’ | Marcatori |  |

| Arbitro: | Radice (Milano) |

|  |           |                      |
|  | Marcatori | 18’ A. Gama 23’ Aebi |

| Arbitro: | Ferraris (Torino) |

|                                     |           |  |
| Gallina II 4’ Varese 48’ Guasco 49’ | Marcatori |  |

| Arbitro: | Goodley (Torino) |

|                                   |           |                 |
| Sardi 30’, 78’ Morelli 35’ (aut.) | Marcatori | 13’ Bachmann II |

| Arbitro: | Goodley (Torino) |

|           |           |           |
| Murphy 5’ | Marcatori | 50’ Sardi |

| Arbitro: | Ferraris (Torino) |

|            |           |                     |
| Fresia 82’ | Marcatori | 18’ Fava 65’ Capris |

| Arbitro: | Valvassori (Torino) |

|  |           |                                            |
|  | Marcatori | 29’ Cevenini I 31’, 41’ Rizzi 67’ Van Hege |

## Statistiche

### Statistiche di squadra
| Competizione    | Punti | In casa | In casa | In casa | In casa | In casa | In casa | In trasferta | In trasferta | In trasferta | In trasferta | In trasferta | In trasferta | Totale | Totale | Totale | Totale | Totale | Totale | DR  |
| Competizione    | Punti | G       | V       | N       | P       | Gf      | Gs      | G            | V            | N            | P            | Gf           | Gs           | G      | V      | N      | P      | Gf     | Gs     | DR  |
| --------------- | ----- | ------- | ------- | ------- | ------- | ------- | ------- | ------------ | ------------ | ------------ | ------------ | ------------ | ------------ | ------ | ------ | ------ | ------ | ------ | ------ | --- |
| Prima Categoria | 15    | 9       | 5       | 0       | 4       | 19      | 14      | 9            | 2            | 1            | 6            | 5            | 23           | 18     | 7      | 1      | 10     | 24     | 37     | -13 |

### Statistiche dei giocatori
| Giocatore     | Prima Categoria | Prima Categoria |
| Giocatore     | Presenze        | Reti            |
| ------------- | --------------- | --------------- |
| V. Ansaldo    | 18              | 0               |
| O. Baglietto  | 18              | 0               |
| Bollani       | 1               | -4              |
| Brughera      | 1               | 0               |
| Brunello      | 7               | 0               |
| F. Calì       | 2               | 0               |
| Capris        | 2               | 1               |
| Coggins       | 6               | 2               |
| C. De Marchi  | 3               | 0               |
| Fava          | 10              | 1               |
| A. Galletti   | 3               | 1               |
| C. Galletti   | 15              | 0               |
| G. Giordano   | 8               | 2               |
| E. Griffini   | 7               | 0               |
| Hurni         | 10              | 5               |
| Lanata        | 17              | -33             |
| D. Macaggi    | 3               | 1               |
| R. Olivari    | 3               | 0               |
| F. Priano     | 11              | 0               |
| A. Repetto    | 2               | 0               |
| A. Santamaria | 16              | 6               |
| E. Sardi      | 17              | 6               |
| H. Schnitzer  | 18              | 0               |